# Tongvaren
Tongvaren (Asplenium scolopendrium, synoniem: Phyllitis scolopendrium) is een soort varen uit het geslacht streepvaren (Asplenium). De soort groeit op muren en in de duinen. De plant is in Nederland en Vlaanderen niet meer zeldzaam. De soort was in Nederland vanaf 1991 beschermd, maar de plant is vanaf 1 januari 2017 niet meer wettelijk beschermd.

## Botanische beschrijving
De bladveren kunnen 60 cm lang worden en vormen bundels. De bladstelen zijn purper-zwart en hebben bruine schubben. De bladschijf is tongvormig, langwerpig of lancetvormig en heeft iets gegolfde gave randen. In het begin is de bladkleur lichtgroen, maar later wordt deze donkerder en gaat het blad glanzen. De sporenhoopjes (sori) zijn lijnvormig en staan loodrecht op de hoofdnerf. Eerst zit aan elke kant een dekvlies, maar dit wordt bij rijping weggedrukt. De sporen zijn tussen juli en oktober rijp.

## Ecologie
De groeiplaats van deze soort is kenmerkend voor vochtige, schaduwrijke, overwegend kalkrijke rotswanden en muren. In de Lage Landen vinden we ze vooral terug op gracht-, kade- en sluismuren, op oude dammen, in waterputten en op muren onder lekkende regenpijpen. Meestal is de luchtvochtigheid hoog. De standplaatsen zijn bijna steeds naar het noorden gericht.
Ze kan echter vooral in stikstofrijke omgevingen worden aangetroffen. Op de grond vormt ze dikwijls de ondergroei van duindoornstruweel in duinen, maar hoofdzakelijk kan gesteld worden dat ze een liefhebber is van vochtige, kalkhoudende, stenige grond onder een fiks bosdek.

### Syntaxonomie

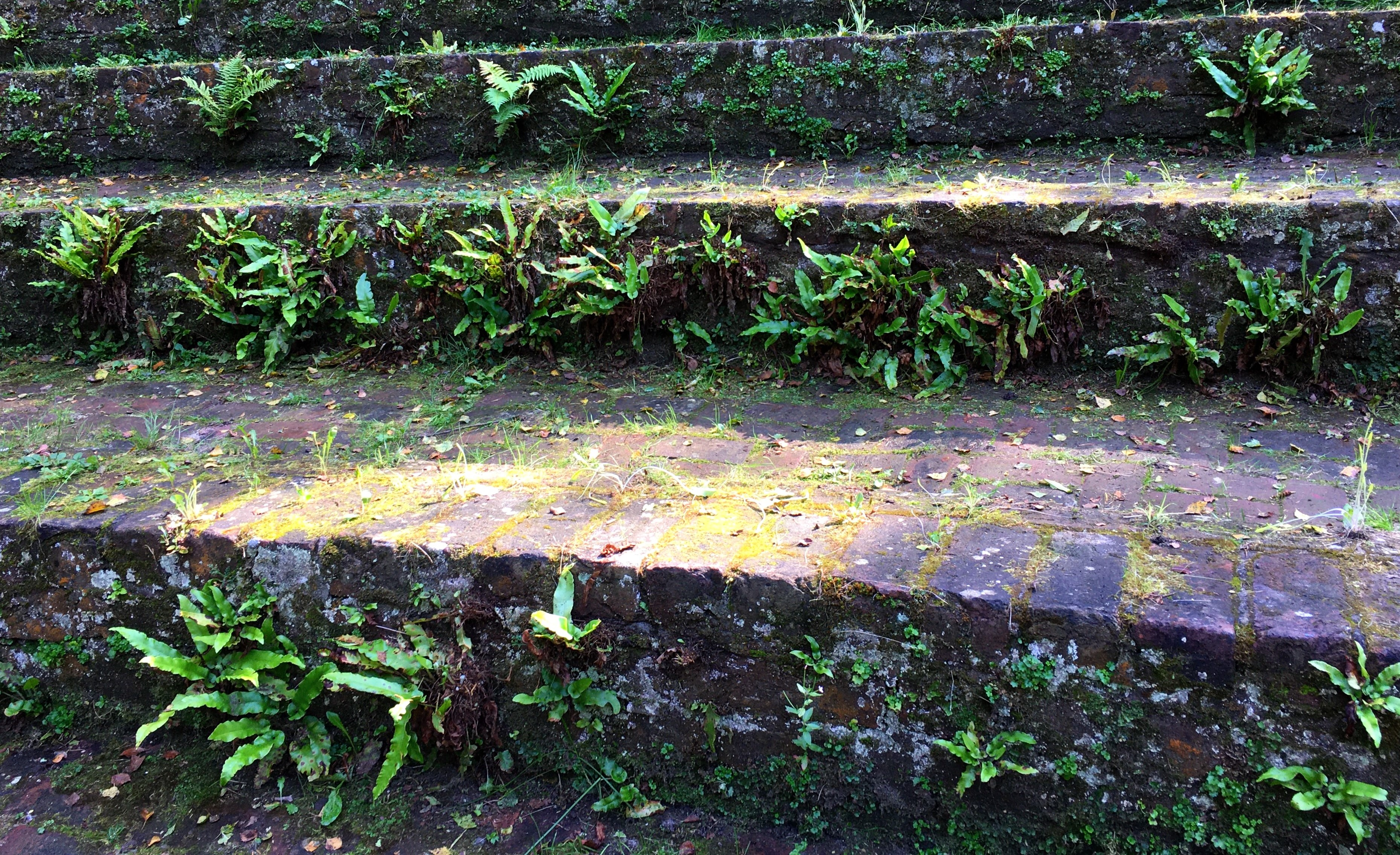
Tongvarens in de tongvaren-associatie.

In de syntaxonomie staat tongvaren binnen de formaties van rots- en muurvegetatie te boek als kensoort voor de naar haar vernoemde tongvaren-associatie (Filici-Saginetum).

## Verspreiding
Tongvaren komt in geheel Europa voor, behalve het noordoosten. Verder zijn er nog deelarealen te melden in Japan en Noord-Amerika. In Nederland en Vlaanderen komt de soort verspreid over het hele gebied voor. Deskundigen menen dat de soort sinds het begin van de 21e eeuw in aantal toeneemt.

## Fotogalerij

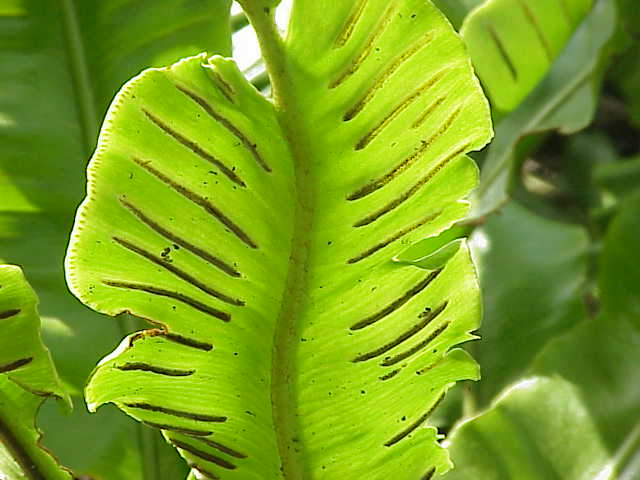
Sporenhoopjes zijn lijnvormig
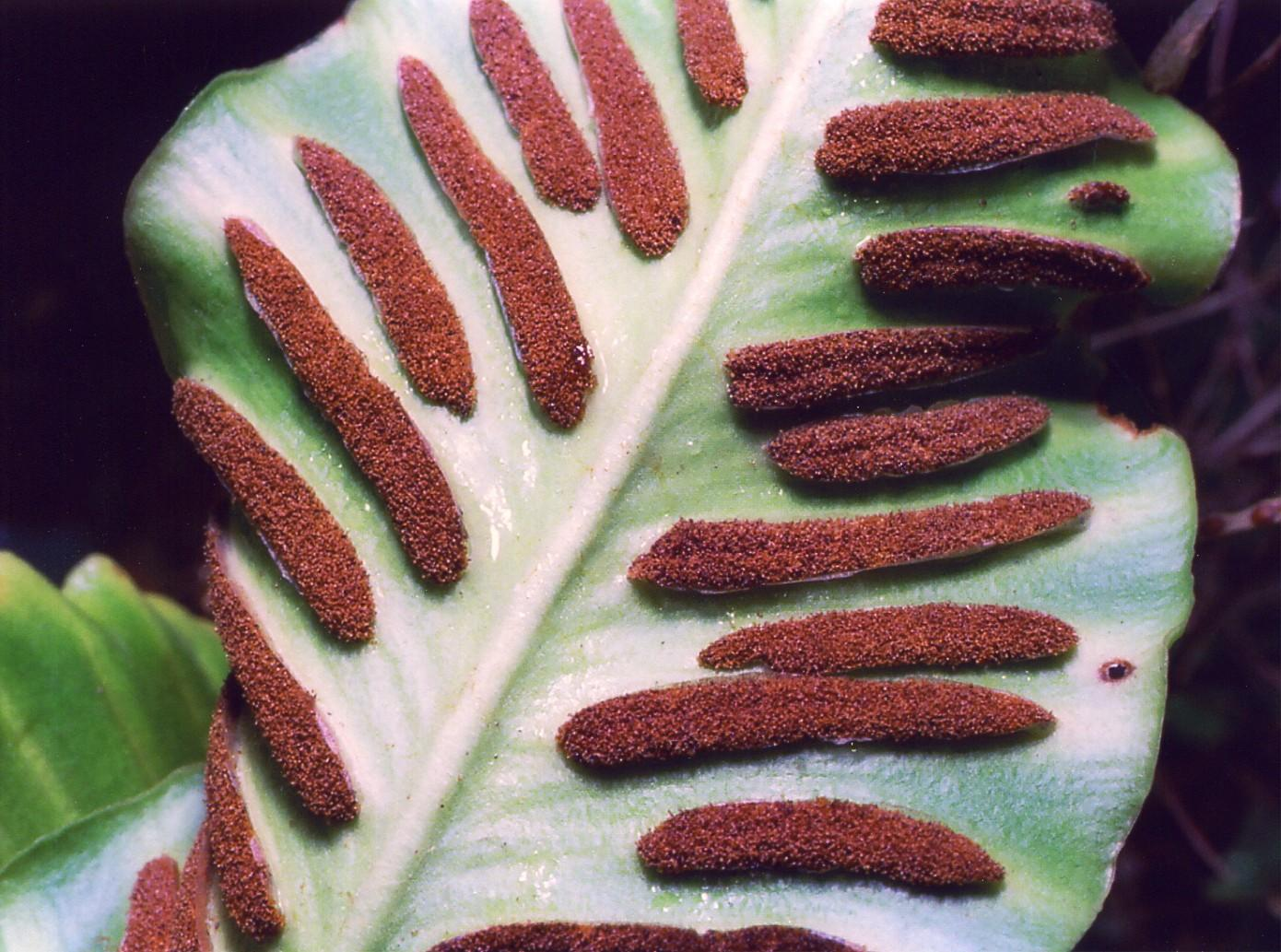
Sori langs zijnerven van sporofyl. Elk bolletje is een sporendoosje
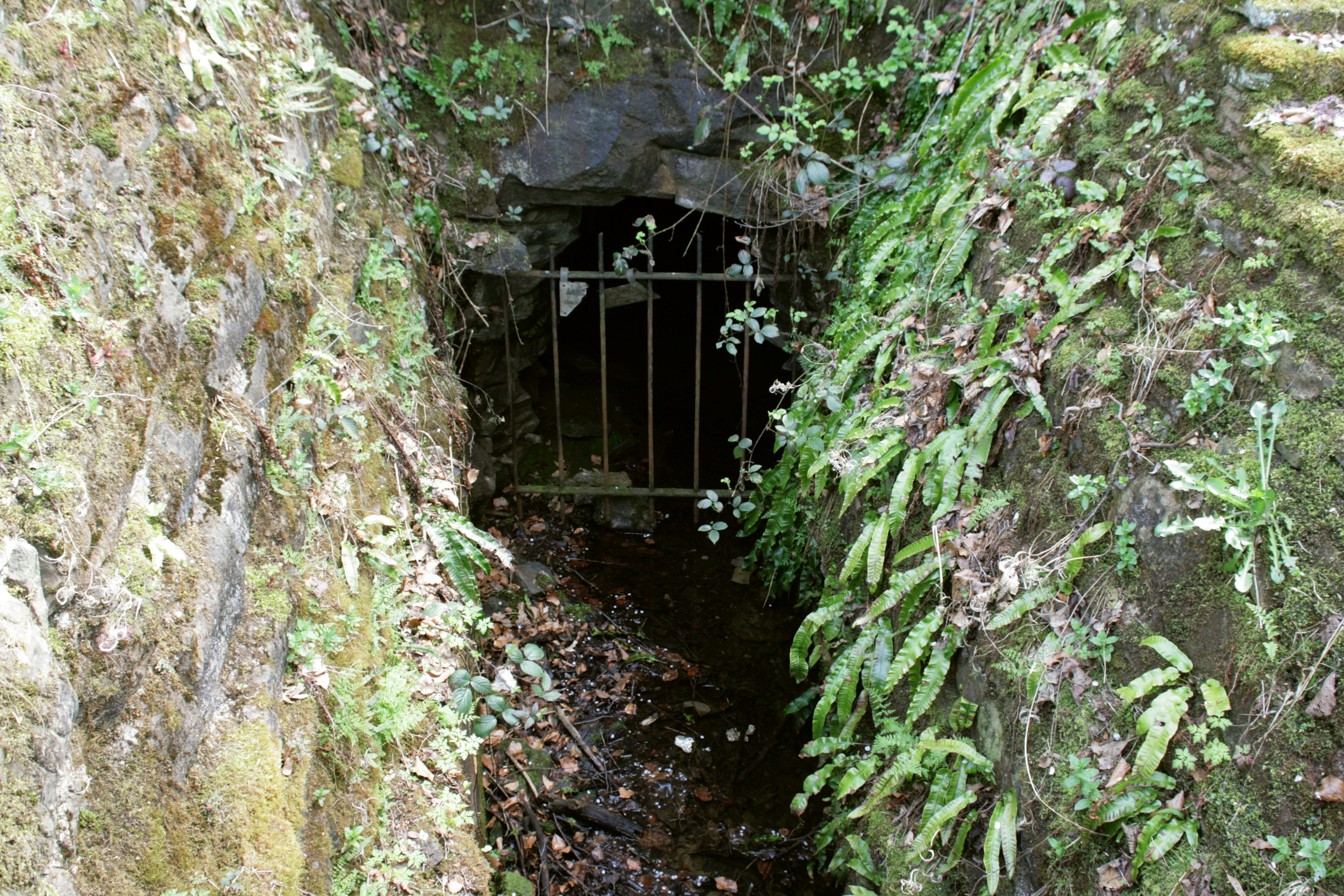
Schaduwrijke, vochtige en stenige groeiplaats
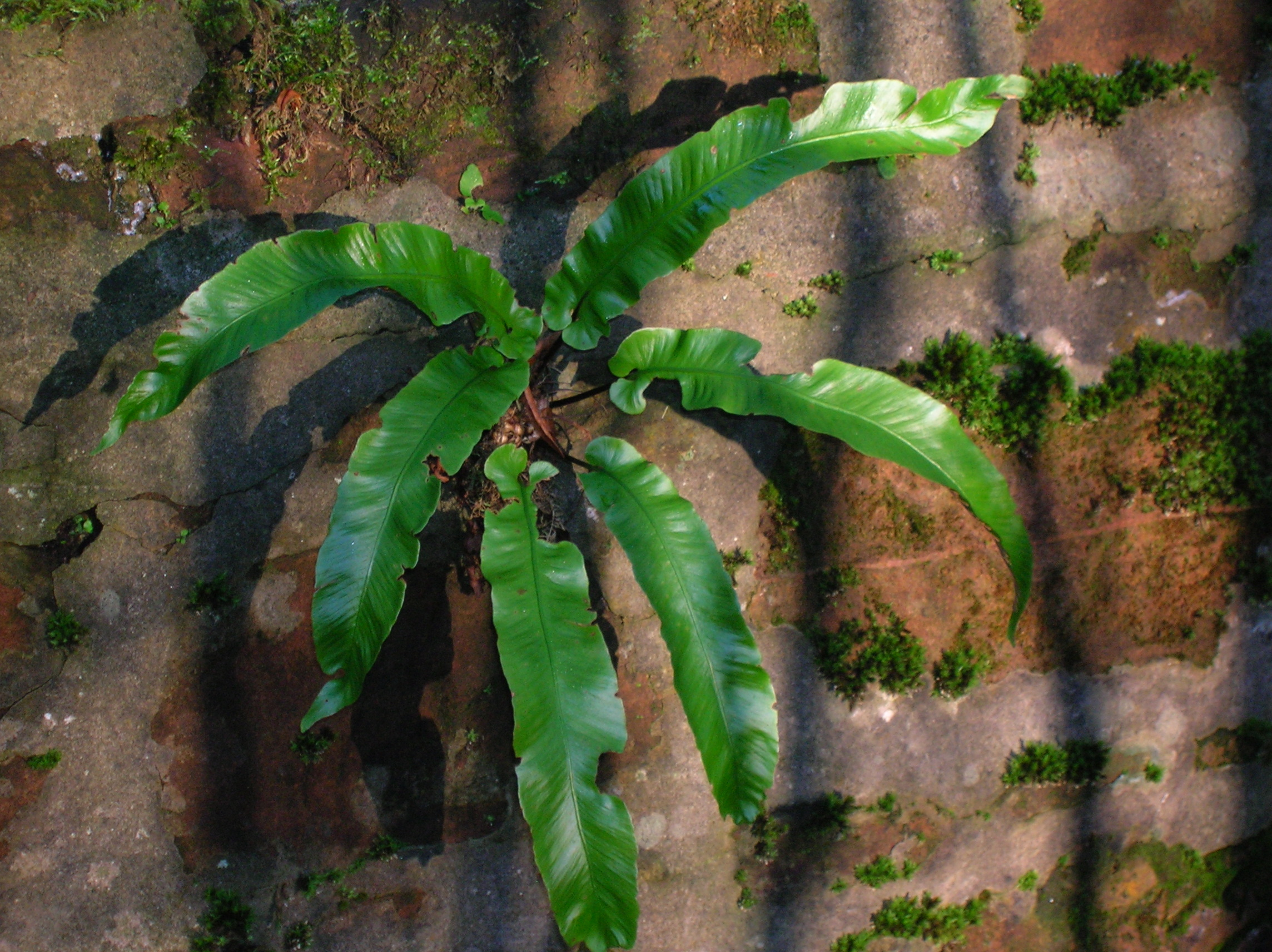
Op een muur